# Lubló vára
 Lubló vára (szlovákul: Ľubovniansky hrad) Szlovákiában található, az Eperjesi kerület Ólublói járásában.

## Fekvése
A Magyar Királyság északi részén, a Szepességben, a lengyel határ közelében található. Palocsa, Nedec és Árva vára  együtt védte az ország északi határát.

## Története
III. András magyar király rendelte el a vár épitését 1294-ben. Ekkor épült a kör alakú torony és a gótikus palota. Egyesek szerint 1280-ban Boleszláv lengyel herceg építtette a várat.1311-ben Amadé nádor foglalta el Csák Mátétól királya számára.
Nem sokkal III. András 1301-es halála és egyben az Árpád ház kihalása után az azt követő nagyúri /oligarchikus uradalmak megjelenése után, a kastély az Aba családhoz került, akik a mai Kelet-Felvidék  területét birtokolták, amíg Károly Róbert serege meg nem hódította 1312-ben. A várat csak ez idő alatt, 1311-ben castrum Liblou néven említik írásban. Az 1412-ig tartó időszakban  királyi birtok ill a különböző családok, például Drugeth birtoka, ez az állapot  folyamatosan változott, majd 1410-ben a király ismét elkobozta végvárként.
Különleges év a kastély történetében 1412: márciusban találkozóra került sor Luxemburgi Zsigmond magyar király és római császár és II. László lengyel király között, hogy aláírják a lengyel-magyar védelmi szerződést. Amikor Zsigmondnak hitelre volt szüksége a Velence elleni háborúk finanszírozásához, 1412 novemberétől  kölcsön fejében elzálogosította a kastélyt és 13 szepességi várost Lengyelországnak. Bár az adósságot rövid időn belül vissza kellett volna fizetni, a zálogot 1772-ig meghosszabbították (amikor Lengyelország első felosztására került sor. A bérlet ideje alatt a kastély és birtoka névleges hovatartozása a Magyar Királyságnál maradt, de a lengyel király rendelkezett gazdasági ellenőrzéssel, várnagyokat nevezett ki és beszedte az adókat.
A 15. század első felében a husziták és a várnagyok  közti csaták során a környék elpusztult, a vár megsérült. Mivel az erőd a tüzérséggel szemben elavult volt, további bástyákat és tornyokat kellett építeni. A terjeszkedés a 16. század elején kezdődött Kmita Péter várnagy irányításával, de 1522-ig a terjeszkedés üteme meglehetősen lassú volt a számos bérletváltás miatt. Ezután gyorsították fel a bővítést, és olasz építészek hatására bástyákkal, további reprezentatív helyiségekkel és az alsó várudvarral bővült. Kmita halála után 1553-ban szinte az egész kastély leégett. Az újjáépítéssel egy modernebb  reneszánsz törökellenes erődöt hoztak létre, de a várnagyok kényelmes lakhelye is volt. A fő munka 1557-re készült el. Többek között először szereltek vízvezetéket.
A kastély további változtatások után 1591-ben a lengyel nemesi Lubomirski család tulajdonába került, akik másfél évszázadon át őrizték a kastélyt. Uralmuk alatt a várat tovább bővítették, esetenként a környező szepesi városok rovására, amelyeket egyre jobban kizsákmányoltak. Az 1655–60-as ismétlődő lengyelországi portyák során Jerzy Sebastian Lubomirski jóvoltából 1655 lengyel koronaékszert hoztak biztonságba Varsóból a Lublói-várkastélyba, és 1661-ig ott is maradtak. 1658-ban a Lengyel Birodalmi Tanács (Sejm) ki is jelentette, hogy a vár egyike legyen annak a hat lengyel erődítménynek, amelyet állami költségen kell fenntartani.
Theodor Lubomirski 1745-ben bekövetkezett halála után a kastély visszakerült a lengyel koronához, és grandiózus tervek születtek a további bővítésre, de végül csak a javításról volt szó, ami egészen 1760-ig tartott. Lengyelország 1772-es első felosztása után a vár visszakerült Magyarországhoz. Mivel az egykori lengyel Galícia a felosztás során a Habsburg Monarchiához került, a kastély lassan tönkrement, mivel már nem volt a határ közelében, és részben megsérült. 1768-ban a várban raboskodott Benyovszky Móric, de sikerült megszöknie.
Egy laktanya, majd egy raktár kapott helyet, mielőtt a kastélyt és birtokát 1819-ben eladták egy Raisz nevű nemesnek. 1880-ban a család a magas fenntartási költségek miatt Ólubló városára hagyta a kastélyegyüttest, amely azonban nem rendelkezett a szükséges anyagi forrásokkal, így a lengyel Zamoyski gróf 1883-ban megszerezte a kastélyt, és megtartotta magának.  A második világháború  idején a Gestapo a várban elfogott partizánokat  vizsgált ki és kínozta meg.
1945-ben a kastélyt a csehszlovák állam államosította, majd nem sokkal később iskola lett. Ezután a kastély 1956-ban a helyi múzeum tulajdonába került, amely megkezdte a javítást, és végül 1966-ban megnyitotta a kastélyt a nagyközönség előtt.

## Látnivalók
- Vártörténeti kiállítás
- Bútorkiállítás
- A vár tövében skanzen mutatja be Északkelet-Szlovákia népművészetét.

## Nyitvatartás
- Május és szeptember között: naponta 9-től 18-ig.
- Október és április között: keddtől vasárnapig 10-től 15-ig.

## Képgaléria

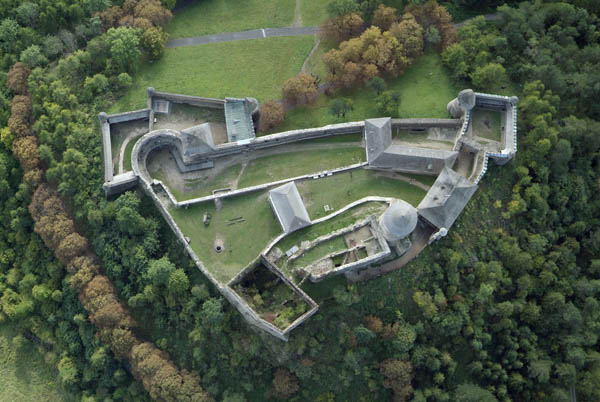
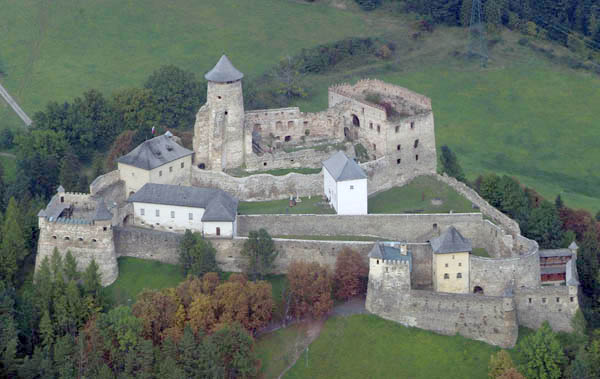
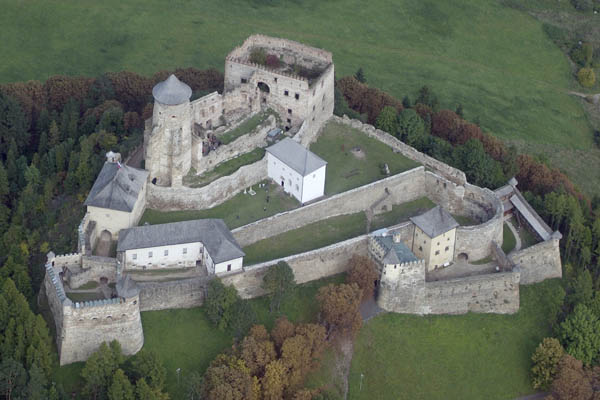
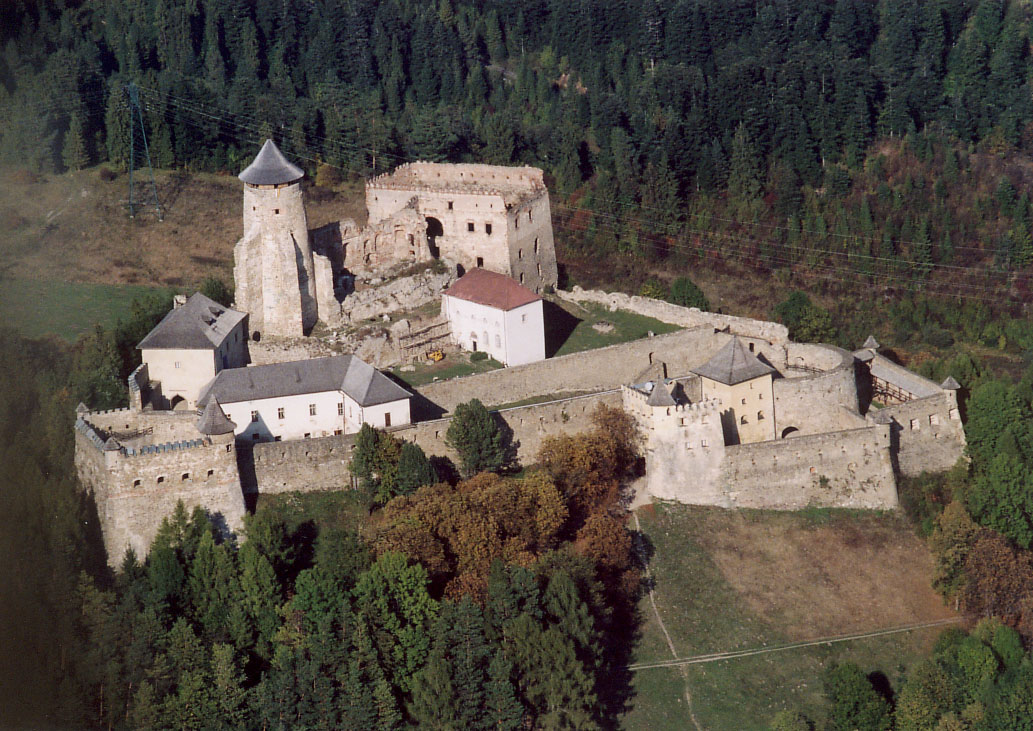
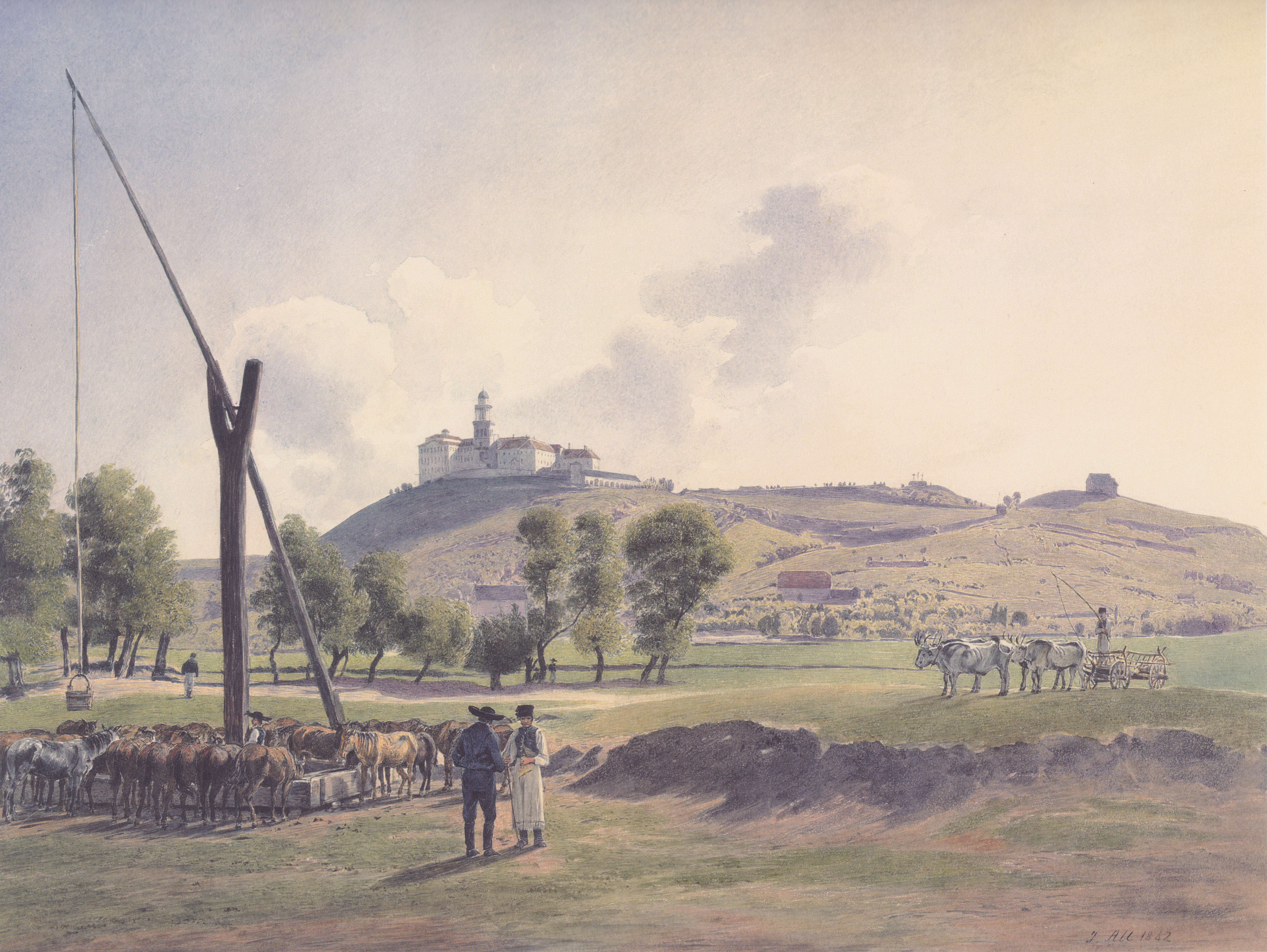
A Pannonhalmi vár 1839-ben
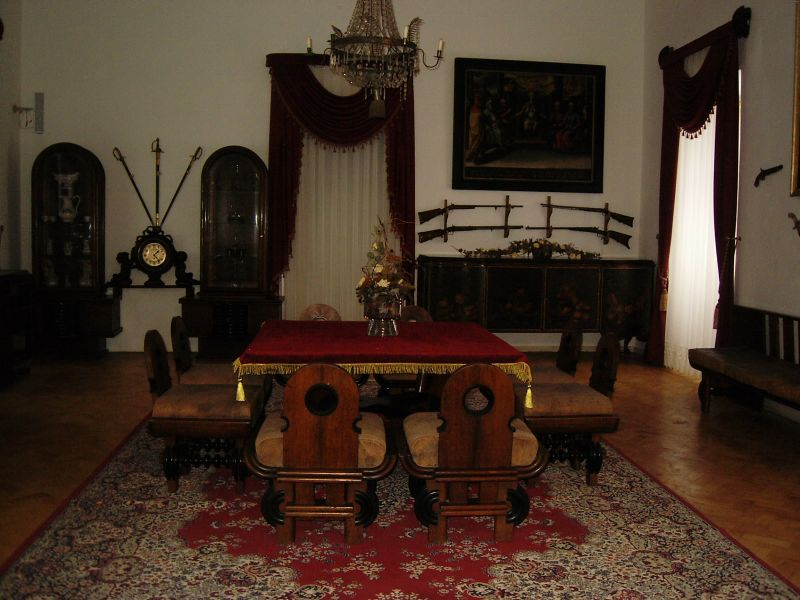
Bútorkiállítás
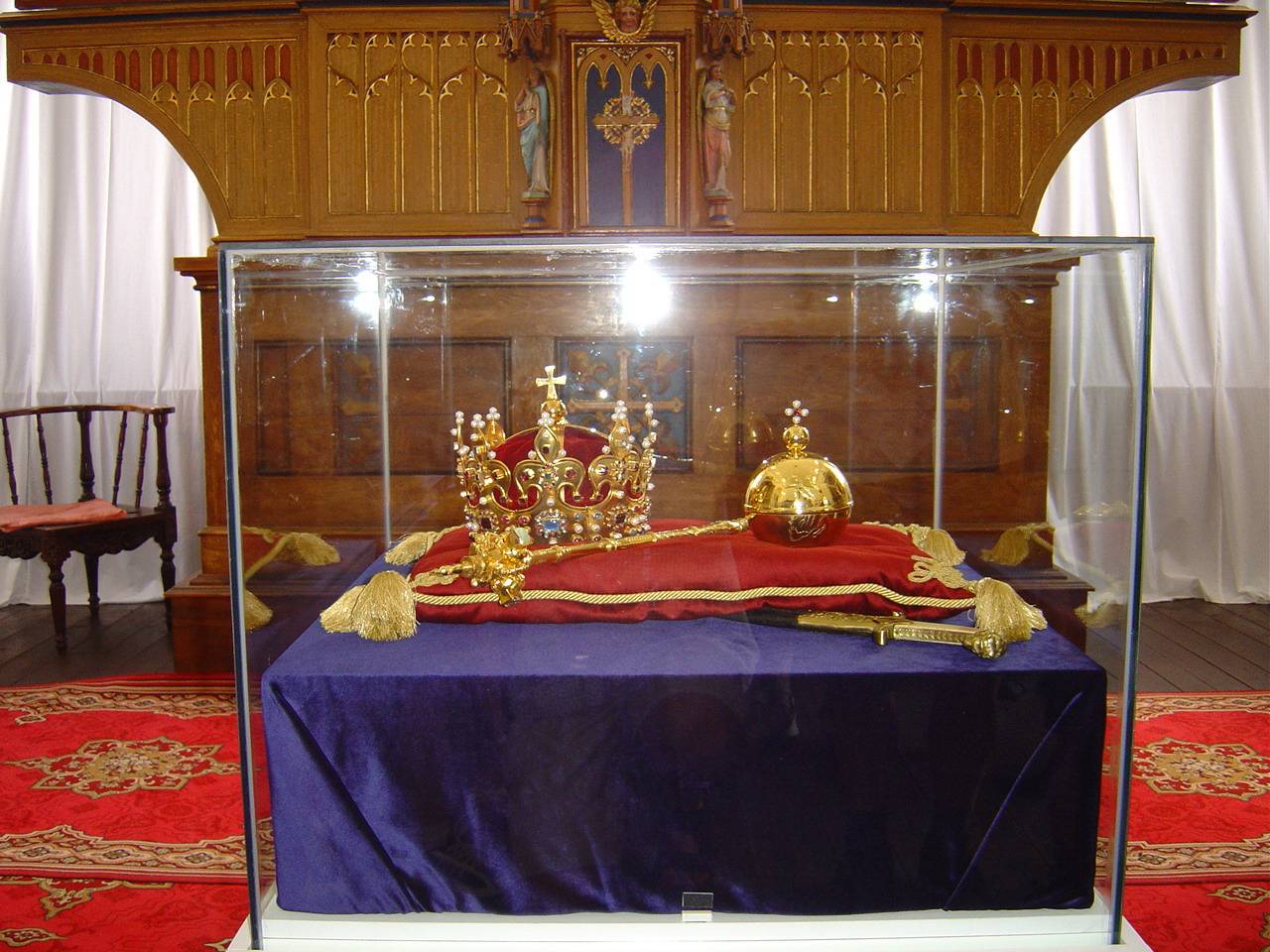
A lengyel koronázási ékszerek másolata

## Lásd még
- Ólubló

- Lublóváralja